# Forever and Ever (singolo)
Forever and Ever è un brano musicale inciso nel 1973 da Demis Roussos e pubblicato come singolo estratto dall'album omonimo. Autori del brano sono Stelios Vlavianos e Alec R. Kostadinos.
Il singolo, pubblicato su etichetta Philips Records, raggiunse il primo posto delle classifiche in Belgio e il secondo in Francia e nei Paesi Bassi. In Italia, il brano partecipò al Festivalbar del 1973.

## Testo
Si tratta di una canzone d'amore: il protagonista dice che la donna che ama sarà per sempre (forever and ever) il suo sole che sorge, la sua primavera, il suo arcobaleno, ecc. e il sogno che diventa realtà.

## Tracce
7" Philip Records (1973)
1. Forever and Ever – 3:41
2. Velvet Mornings – 3:38

### Classifiche
| Classifica  | Posizione massima | Nr. di settimane |
| ----------- | ----------------- | ---------------- |
| Austria     | 4                 | 20               |
| Belgio      | 1                 | 11               |
| Francia     | 2                 |                  |
| Germania    | 26                | 9                |
| Paesi Bassi | 2                 | 11               |

## Cover
Una cover del brano è stata incisa dai seguenti artisti (in ordine alfabetico):
- Ronnie Aldrich e la sua orchestra (1976)[2]
- Frans Bauer e Marianne Weber (versione in lingua olandese intitolata Ik zou mijn leven; 2000)[1][4]
- Caravelli (1973)[2]
- Raymond Lefèvre e la sua orchestra[2]
- Love Orchestra (1983)[2]
- Paul Mauriat e la sua orchestra (1973)[1][2]
- Fausto Papetti (1973)[2]
- Franck Pourcel e la sua orchestra (1973)[2]
- Yvetta Simonová (versione in lingua ceca intitolata Lásky mé; 1995)[1][5]
- Eddy Wally (1989)[2]

## Il brano nella cultura di massa

### Cinema
- Il brano è stato inserito nel film spagnolo del 1975, diretto da Pedro Masó, Pubertà (Las adolescentes)[6]